# Viol-familien
Viol-familien (Violaceae) er en familie inden for planteriget. Herunder ses familiens slægter:
| Slægter |

- Acentra
- Agatea
- Allexis
- Amphirrhox
- Anchietea
- Corynostylis
- Decorsella
- Fusispermum
- Gloeospermum
- Hybanthus
- Hymenanthera
- Isodendron
- Leonia
- Mayanaea
- Melicytus
- Noisettia
- Orthion
- Paypayrola
- Rinorea
- Rinoreocarpus
- Schweiggeria
- Viol (Viola)